# توموس
توموس (اسلوونیایی: Tomos) شرکت موتورسیکلت‌سازی اسلوونیایی است، که در سال ۱۹۵۴ تأسیس شد.